# Capita
Capita plc (LSE: CPI
) er en britisk outsourcing-virksomhed med hovedkvarter i London.
Virksomheden gennemfører outsourcing og services for forskellige virksomheder og den offentlige sektor. De har 50.000 ansatte.
Capita blev etableret i 1984, som en division i non-profit CIPFA (Chartered Institute of Public Finance and Accountancy). I 1987 blev blev det en selvstændig virksomhed. I 1991 den børsnoteret på London Stock Exchange.